# Val-d'Izé

Val-d'Izé este o comună în departamentul Ille-et-Vilaine, Franța. În 1 ianuarie 2022 avea o populație de 2.601 de locuitori.